# Tommaso da Modena
Tommaso Barisini, nach seinem Geburtsort Tommaso da Modena genannt, (* zwischen dem 9. März 1325 und dem 6. Mai 1326 in Modena; † kurz vor dem 16. Juli 1379) war ein italienischer Maler.

## Leben
Barisini war ein Sohn des Malers Barisino dei Barisini († Mai oder Juni 1343), der in Modena aktiv war. Seine Mutter Peregrina, Tochter des Nicolò Barberii aus Bergamo, starb im Jahr 1342. Der Vater verheiratete sich mit Bartolomea di Nascimbene Baldo. Sein ungefähres Geburtsdatum errechnet sich aus zwei Urkunden, nach denen er am 9. März 1339 das 14. Lebensjahr noch nicht vollendet hatte und der Angabe, dass er zum 6. Mai 1340 bereits 14 Jahre alt gewesen sein soll. Nach dem Tod des Vaters verließ er um 1344 seine Geburtsstadt und ging nach Treviso. Hier ließ sich auch sein Bruder Benedetto mit seiner Frau Agnese (geborene Mignoti) nieder. Als der Bruder 1348 starb, reiste Tommaso nach Modena, um sein Anrecht auf das Erbe seiner Schwägerin gegen die Forderungen von deren Schwester Giovanna zu verteidigten. Anschließend kehrte er nach Treviso zurück. Dort malte er um 1352 im Kapitelsaal des Dominikanerkloster San Niccolò eine Reihe von Wandbildern der berühmtesten Mitglieder dieses Ordens sowie im Dom das Lünettenfresko des Gekreuzigten. Er wird in mehreren Urkunden erwähnt, unter anderem als Testamentsvollstrecker für einen Giovanni da Modena. 1357 arbeitete er im Auftrag Karl IV. und schuf einige christliche Gemälde. Eine Madonna und ein Ecce homo befanden sich auf der Burg Karlštejn bei Prag. Das Triptychon mit der Madonna und den Heiligen befand sich ab 1780 für längere Zeit im Besitz der Kaiserlichen Galerie in Wien, ehe es zurückgegeben wurde. Es ist auf dem Mittelteil mit dem Namen des Künstlers als „Thomas de Mutina“ signiert, der sich als Sohn des Barisini bezeichnet.
Er soll sich ab Juli 1358 wieder in Modena aufgehalten haben, wo er im Jahr 1360 Caterina, die Tochter des Notars Pietro di Nonantola, heiratete, mit der er seinen Sohn Bonifacio bekam. Am 9. März 1368 wurde er letztmalid in einem Dokument in Modena erwähnt. Wann genau er starb ist unklar. Am 16. Juli 1379 war er bereits verstorben, was aus einer Urkunde hervorgeht, die sein Sohn Bonifatius unterzeichnete und in der er sich verpflichtete, seiner Mutter die beträchtliche Mitgift zurückzugeben.

## Werke (Auswahl)
- Dominikanerheilige und Kardinalsporträt (Treviso, S. Niccolò)[3] Darunter die drei großen Heiligen des Ordens:
  - S. Dominicus mit der Lilie und der aufgeschlagenen Ordensregel
  - S. Petrus Martyr mit der Palme und einem offenen Buch
  - S. Thomas von Aquino mit der Sonne auf der Brust und der Summa in der Rechten, ein Kirchenmodell in der Linken
- Papst Innocenz V. mit einfacher Tiara
- Papst Benedict XI. mit doppelter Tiara
- Hugo von der Provence, der erste Kardinal des Ordens, mit Augengläsern, seinen Bibelcommentar schreibend
- Kardinal Hannibaldus von Rom, die Wange auf die Hand gestützt
- Kardinal Robert von England, über das Weltgericht meditirend
- Triptychon Hl. Palmatius, Madonna mit dem Kind und Hl. Wenzel (Karlstein)
- Ecce homo mit kleinen Figuren in der Umrahmung und Marienbild, von kleinen Figuren umgeben (Karlstein, Kreuzkapelle)

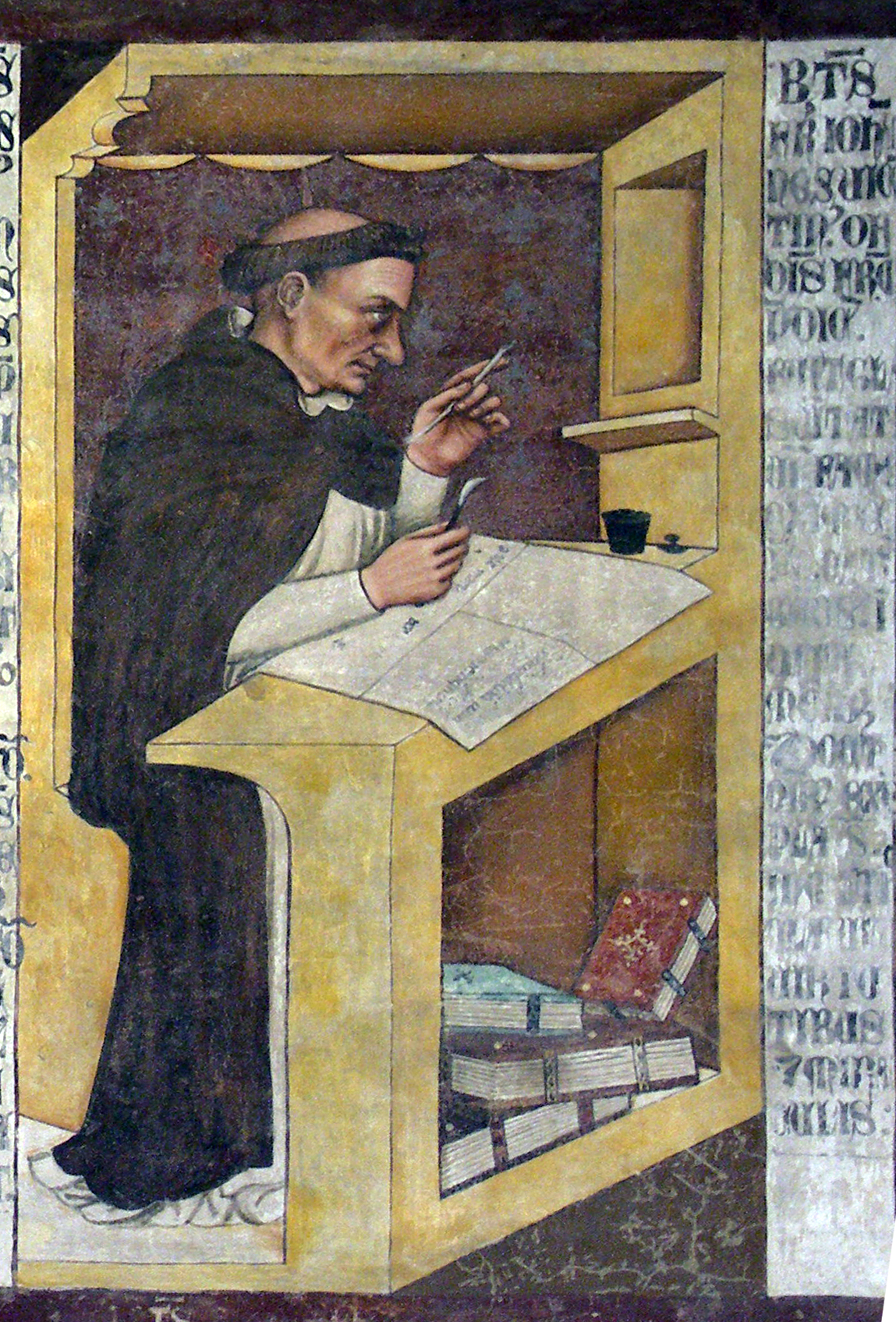
Johannes von Vicenza
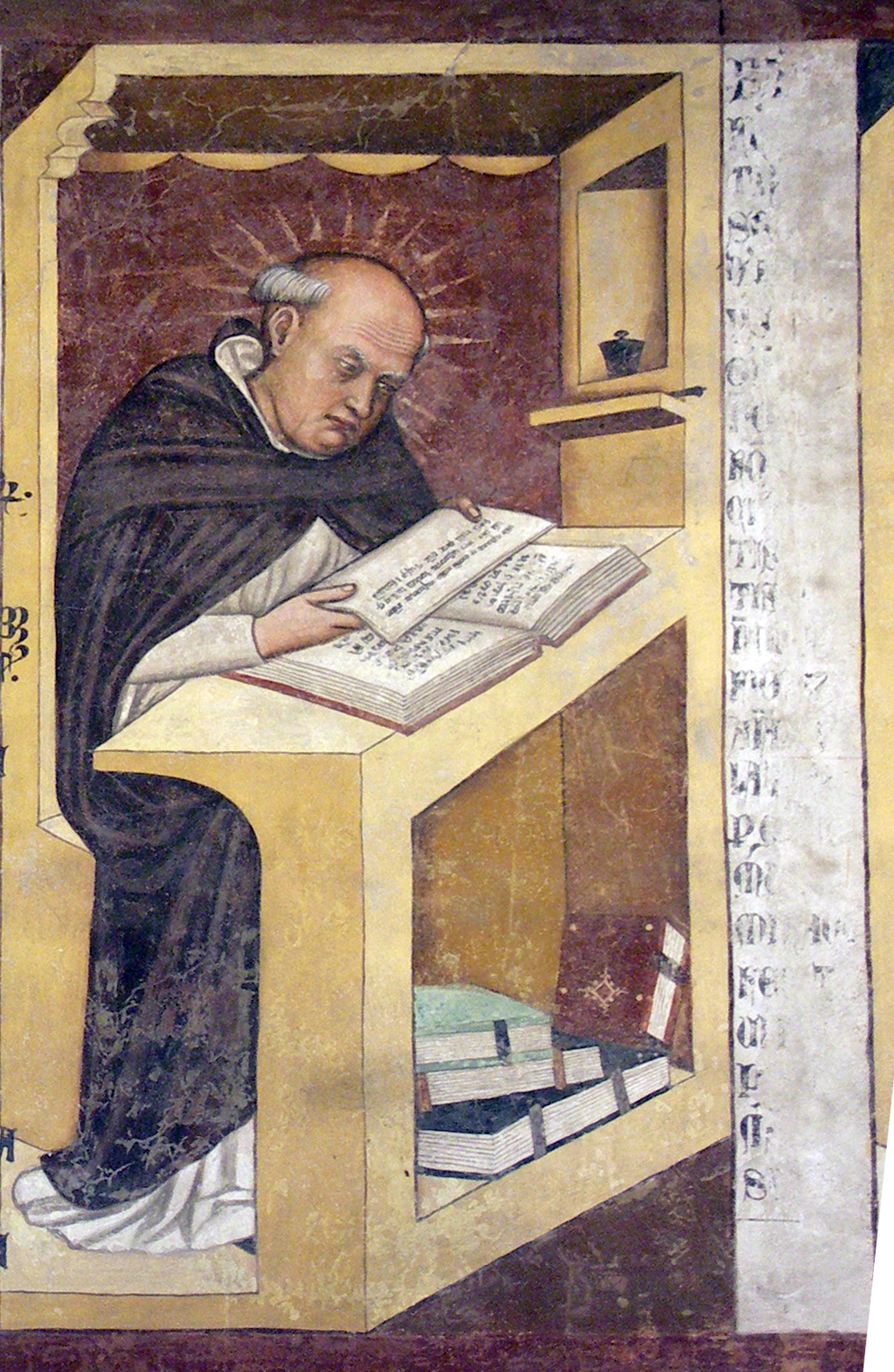
Petrus Sendre
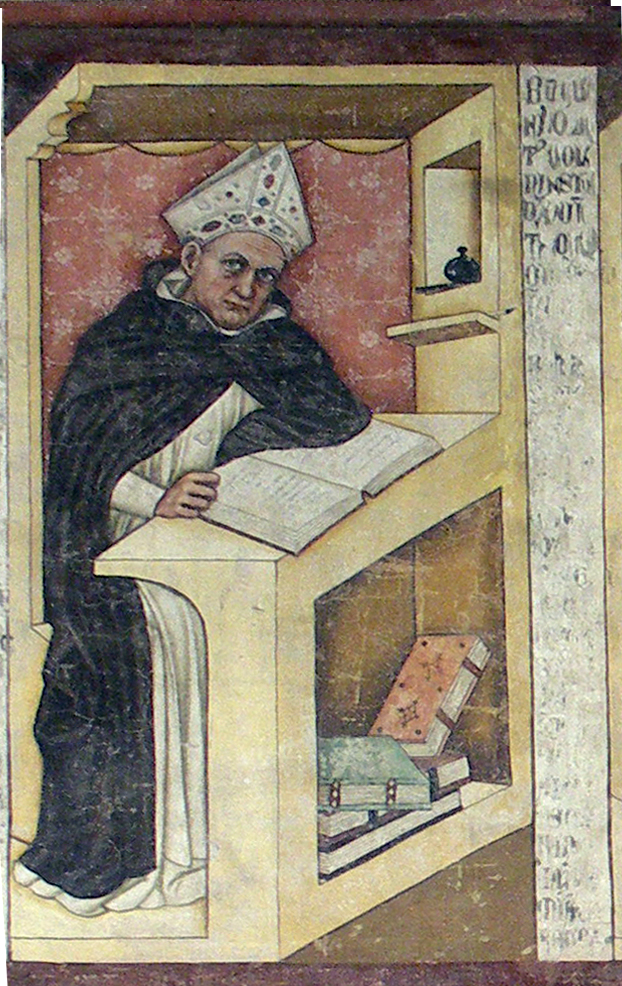
Albert der Große
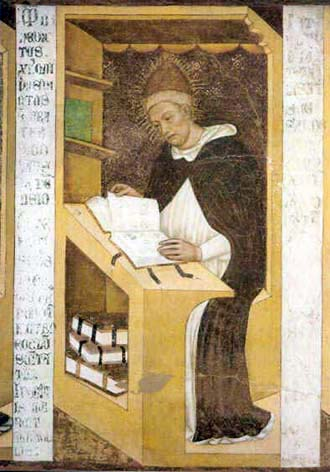
Benedictus XI.